# ورزت
ورزت (به لاتین: Vərəzət) یک منطقه مسکونی در جمهوری آذربایجان است که در شهرستان شکی واقع شده است. ورزت ۱۷۹۰ نفر جمعیت دارد.

## جغرافیا
ورزت در ۱۰ کیلومتری جاده شکی-اوغوز واقع شده است.

## دین
در مسجد جامع این روستا یک هیئت مذهبی وجود دارد.